# Păstrăveni
Păstrăveni est une commune roumaine du județ de Neamț, dans la région historique de Moldavie et dans la région de développement du Nord-Est.

## Géographie
La commune de Păstrăveni est située dans le nord du județ, à la limite avec le județ de Suceava, dans les collines du piémont des Carpates orientales, à 18 km au sud-est de Târgu Neamț et à 45 km au nord-est de Piatra Neamț, le chef-lieu du județ.
La municipalité est composée des quatre villages suivants (population en 1992) :
- Lunca Moldovei (473) ;
- Păstrăveni (1 532), siège de la municipalité ;
- Rădeni (1 587) ;
- Spiești.

## Politique
Le Conseil Municipal de Păstrăveni compte 13 sièges de conseillers municipaux. À l'issue des élections municipales de juin 2008, Ioan Onisei (PSD) a été élu maire de la commune.
| Parti                          | Nombre de conseillers |
| ------------------------------ | --------------------- |
| Parti social-démocrate (PSD)   | 8                     |
| Parti démocrate-libéral (PD-L) | 5                     |

## Religions
En 2002, la composition religieuse de la commune était la suivante :
- Chrétiens orthodoxes, 94,57 % ;
- Vieux-Chrétiens, 1,82 % ;
- Pentecôtistes, 1,32 % ;
- Chrétiens évangéliques, 1,30 %.

## Démographie
En 2002, la commune comptait 3 818 Roumains (99,53 %) et 17 Tsiganes (0,44 %).
| 2002  | 2007  |
| ----- | ----- |
| 3 836 | 3 982 |

## Communications

### Routes
La route régionale DJ155I permet de rejoindre Târgu Neamț. Păstrăveni se trouve à quelques kilomètres de la route nationale DN2 (Route européenne 85) Roman-Suceava.